# Nomaglio
Nomaglio és un comune (municipi) de la ciutat metropolitana de Torí, a la regió italiana del Piemont, situat a uns 50 quilòmetres al nord de Torí. A 1 de gener de 2019 la seva població era de 286 habitants.
Nomaglio limita amb els següents municipis: Andrate, Borgofranco d'Ivrea i Settimo Vittone.